# فارلینگتون (کانزاس)
فارلینگتون (به انگلیسی: Farlington) یک منطقهٔ مسکونی در ایالات متحده آمریکا است که در شهرستان کرافورد، کانزاس واقع شده‌است. فارلینگتون ۳۰۲٫۰۶ متر بالاتر از سطح دریا واقع شده‌است.